# Пилиповичі (Звягельський район)
Пилиповичі — село в Україні, у Звягельському районі Житомирської області. Населення становить 1236 осіб. До 2020 року орган місцевого самоврядування — Пилиповицька сільська рада.

## Географія
Село Пилиповичі розташоване за 101 км від обласного центру та 5 км від районного центру, на березі річки Церем.

## Історія
Село засноване 1577 року.
До 1946 року Пилиповичі-Зв'ягельські, село Піщівської волості Новоград-Волинського повіту Волинської губернії. Відстань від повітового міста 8 верст, від волості 212. Дворів 70, мешканців 443.
12 червня 2020 року, відповідно до розпорядження Кабінету Міністрів України № 711-р «Про визначення адміністративних центрів та затвердження територій територіальних громад Житомирської області», Пилиповицька сільська рада об'єднана з Новоград-Волинською міською громадою.

## Населення

### Мова
Розподіл населення за рідною мовою за даними перепису 2001 року:
| Мова            | Кількість | Відсоток |
| --------------- | --------- | -------- |
| українська      | 1223      | 98.95%   |
| російська       | 12        | 0.97%    |
| інші/не вказали | 1         | 0.08%    |
| Усього          | 1236      | 100%     |

## Особистість
Уродженцем села є герой Майдану Балюк Олександр Олександрович.